# Минаева, Ксения
Ксе́ния Мина́ева (род. 29 января 1998, Севастополь, Украина) — российская певица, автор песен и музыкант. Финалистка телешоу «Песни» (2019), занявшая четвёртое место.

## Биография
Родилась 29 января 1998 года в Севастополе в многодетной семье.
С детства интересовалась музыкой. В школьные годы принимала участие в различных песенных конкурсах. В возрасте 14 лет Минаева написала свою первую песню. После окончания средней школы, Минаева отправилась в Москву, где первое время работала в качестве уличного музыканта и выступала на Арбате.

### Творческая деятельность
В 2016 году записала свой первый сингл «Пазлы», позже последовали песни «Я слышу» и «Жить, а не существовать». В 2019 году записала ещё несколько новых песен.
В 2019 году Минаева приняла участие во втором сезоне музыкального телешоу «Песни» на «ТНТ», где прошла все отборочные туры и стала финалисткой проекта, заняв 4 место. Наставником Минаевой на проекте был рэпер Баста, который, в свою очередь, помог ей с контрактом и с участием в музыкальном лейбле Gazgolder.
В 2023 году дебютировала со своим первым музыкальным альбомом «Диско шар», который стал одним из прослушиваемых в сети, а также был номинирован в категории «Музыка» премии «Сделано в России-2023». В 2024 году вышел трек «Шоколадка», который попал во многие музыкальные чарты. В 2024 году Минаева была номинирована на ежегодный список Forbes «30 до 30».

## Дискография
- 2023 — «Диско шар»[3]
- 2025 — «Полная комната любви»

## Рейтинги и чарты
- В 2023 году альбом «Диско шар» выиграл в номинации «Музыка» на церемонии награждения победителей 12-й ежегодной премии проекта «Сноба» сделано в России-2023. Награждение проходило на Новой сцене Театра на Таганке[9][10].
- Номинантка ежегодного рейтинга Forbes «30 до 30»[8][11].
- 2024 — «10 самых перспективных российских музыкантов и клипмейкеров моложе 30 лет»[12].
- По версии издания The Blueprint и «Яндекс Музыки», Минаева попала на 3 место среди девяти молодых и модных артистов, за которыми нужно следить[13].
- «Яндекс Музыка», 3 место (топ-20)[14].
- Apple Music, 3 место (топ-20)[14].
- Shazam, 3 место (топ-20)[14].